# Polizeilicher Notstand
Polizeilicher Notstand ist in Deutschland der Begriff für eine Einsatzlage, in der eine „gegenwärtige erhebliche Gefahr für wichtige Rechtsgüter“ vorliegt und gleichzeitig die Polizei zu wenig eigene Mittel (Einsatzkräfte) zur Verfügung hat, so dass ihr „allgemeiner Auftrag“, die öffentliche Sicherheit zu gewährleisten, „ernsthaft gefährdet“ ist. 
In dieser Situation sind auch Einschränkungen von Bürgerrechten und Grundrechten möglich. Beispielsweise ist dann ein generelles Versammlungsverbot möglich, selbst wenn von der Versammlung selbst keine unmittelbare Gefahr ausgeht (sogenannte „Nichtstörerhaftung“). Die Maßnahmen gegen die Versammlung als Nichtverantwortliche müssen allerdings auf das sachlich und zeitlich Unumgängliche beschränkt werden. Betroffene können eine Entschädigung für Nachteile und Aufwendungen verlangen, die nachweislich durch diese Maßnahmen entstanden.
Polizeilicher Notstand liegt nicht vor, wenn die Gefahrenlage durch „Inanspruchnahme des Störers“ (z. B. Personengewahrsam) mit verhältnismäßigen Mitteln abgewendet werden kann (so genannte „Störerhaftung“).
Es ist hier zu unterscheiden zwischen dem echten polizeilichen Notstand (siehe Definition oben) und dem unechten polizeilichen Notstand. Ein unechter polizeilicher Notstand liegt vor, wenn die Schäden, die der öffentlichen Sicherheit bei einem wirksamen Vorgehen gegen den oder die Störer drohen, in einem extremen Missverhältnis zu den Nachteilen stehen, die durch das Einschreiten gegen die Versammlung entstehen würden.
Die Ermächtigungen im Falle eines polizeilichen Notstandes gelten nur im Bereich der Gefahrenabwehr und Störungsbeseitigung, nicht im Bereich der Strafverfolgung. Sie sind auch nicht anzuwenden, soweit andere Spezialvorschriften ein Vorgehen gegen Unbeteiligte unter erleichterten Voraussetzungen zulassen, beispielsweise für Identitätsfeststellungen oder Durchsuchungen von Personen.
Im Einzelnen wird der Begriff des Polizeilichen Notstands und der Umfang der dadurch eintretenden Ermächtigungen in den Polizeigesetzen der Bundesländer (häufig unter der Überschrift „Maßnahmen gegenüber Unbeteiligten“) bzw. im Bundespolizeigesetz (§ 20 BPolG) geregelt.

## Gerichtsentscheidungen
Dazu hat das Verwaltungsgericht Lüneburg ausgeführt: „Eine Allgemeinverfügung ist nicht deshalb fehlerhaft, weil durch sie das Versammlungsrecht auch für die friedlichen Teilnehmer beschnitten wird, wenn ein polizeilicher Notstand vorliegt. Ein polizeilicher Notstand kann angenommen werden, wenn die Masse der Versammlungsteilnehmer sich ordnungsgemäß verhält und nur eine Minderheit rechtswidrig agiert. Ein Notstand liegt vor, wenn weitere externe Polizeikräfte zur Sicherung des Transportes nicht herangezogen werden können, ohne den allgemeinen Auftrag der Polizei ernsthaft zu gefährden.“
Weiterhin hat dazu das Bundesverfassungsgericht festgestellt: „Auf polizeilichen Notstand kann eine Maßnahme nur gestützt werden, wenn die Gefahr auf andere Weise nicht abgewehrt werden kann und die Verwaltungsbehörde nicht über ausreichende eigene, eventuell durch Amts- und Vollzugshilfe ergänzte Mittel und Kräfte verfügt, um die Rechtsgüter wirksam zu schützen. Das Gebot, vor der Inanspruchnahme von Nichtstörern eigene Kräfte gegen die Störer einzusetzen, steht zwar unter dem Vorbehalt der Verfügbarkeit solcher Kräfte. Eine Inanspruchnahme des Antragstellers als Nichtstörer käme aber nur dann in Betracht, wenn feststünde, dass die Versammlungsbehörde wegen der Erfüllung vorrangiger staatlicher Aufgaben und trotz des Bemühens, gegebenenfalls externe Polizeikräfte hinzuzuziehen, zum Schutz der von dem Antragsteller angemeldeten Versammlung nicht in der Lage wäre. Eine pauschale Behauptung dieses Inhalts reicht nicht.“
„Hierzu gehört auch die Prüfung, ob ein polizeilicher Notstand durch Modifikation der Versammlungsmodalitäten entfallen kann, ohne dadurch den konkreten Zweck der Versammlung zu vereiteln. Signalisiert der Veranstalter seine Bereitschaft zur Veränderung der Versammlungsmodalitäten, ist die Versammlungsbehörde im Rahmen ihrer Kooperationspflicht gehalten, diesen Möglichkeiten nachzugehen und nach Wegen zu suchen, die Versammlung gegen Gefahren zu schützen, die nicht von ihr selbst ausgehen. Erklärt der Veranstalter dabei einen Versammlungsort, der einen besonders nahen Bezug zum Versammlungsthema hat, für unverzichtbar, dann darf diese Alternative nur ausgeschlossen werden, wenn sie keine polizeilich vertretbare Möglichkeit zur Vermeidung einer Lage polizeilichen Notstands belässt.“

## Beispiele und Kritik
Mit einem bestehenden polizeilichen Notstand wird seitens der Polizei häufig dann argumentiert, wenn im Verhältnis zur erwarteten Teilnehmerzahl von Demonstrationen kurzfristig deutlich weniger Polizeikräfte zur Verfügung stehen. Bereits im Vorfeld von geplanten Demonstrationen zum G8-Gipfel in Heiligendamm 2007 argumentierte die Polizei, es bestünde ein allgemeiner polizeilicher Notstand und erließ daher eine Allgemeinverfügung, in der sämtliche Versammlungen in kilometerweitem Umkreis um den Tagungsort untersagt wurden. 
Dies stieß von Seiten der Organisatoren der Demonstrationen auf Protest. Sie argumentierten, bei einem zur Verfügung stehenden Aufgebot von 16.000 Polizisten könne man nicht mehr von einem bestehenden polizeilichen Notstand reden. „Die Annahme, jedes politische Großereignis verursache einen polizeilichen Notstand, wäre ein Armutszeugnis für den Rechtsstaat, der dann ohne Not bürgerliche Freiheiten regelmäßig per Allgemeinverfügung außer Kraft setzen könnte.“ Da die Polizei sich außerdem auf die Situation habe lange vorbereiten können, sei das Argument äußerst fragwürdig.
Im August 2015 wurde in Heidenau (Sachsen) nach schweren Ausschreitungen von Rechtsradikalen vor einer Asylunterkunft ein Versammlungsverbot ausgesprochen. Dort sollte am 28. August ein „Willkommensfest“ stattfinden. Als Begründung sah das Landratsamt Sächsische Schweiz-Osterzgebirge, dass die zur Verfügung stehenden Polizeikräfte „nicht in der Lage, der prognostizierten Lageentwicklung gerecht zu werden“. Es sei „nicht ausgeschlossen, dass es bei einem Aufeinandertreffen der verschiedenen Lager zu gewalttätigen Auseinandersetzungen (...) kommen würde“. Dies führte bundesweit zu Kritik auch seitens der Politik. Das Verwaltungsgericht Dresden hat in einer Eilentscheidung das Versammlungsverbot aufgehoben. Begründet wurde dies mit einer offensichtlichen Rechtswidrigkeit, der polizeiliche Notstand sei nicht hinreichend belegt worden. Auch die Gewerkschaft der Polizei (GdP) kritisierte das Versammlungsverbot: „Es ist ein Kniefall vor dem Mob in Heidenau“, so der Vizevorsitzende Jörg Radek. Diese Botschaft sei verheerend und ein „Offenbarungseid für den Rechtsstaat“. Die vom Landratsamt getroffene Entscheidung sei ein Schlag ins Gesicht all jener, „die sich der dumpfen Stimmungsmache rechter Gewalttäter entgegenstellen.“ Am 29. August kippte das Bundesverfassungsgericht das Versammlungsverbot vollständig. Ein „polizeilicher Notstand“ sei seitens des Landkreises nicht hinreichend belegt worden und es sei nicht erkennbar, wie es zu einem solchen Notstand kommen solle, „unter Berücksichtigung von polizeilicher Unterstützung durch die anderen Länder und den Bund, deren Bereitstellung soweit ersichtlich nicht in Frage gestellt wird“.

## Andere Staaten
Auch andere Staaten kennen ähnliche Regelungen. So ist zum Beispiel im „Gesetz betreffend die Kantonspolizei des Kantons Basel-Stadt“, § 11, der Polizeiliche Notstand geregelt:
„Das polizeiliche Handeln kann sich gegen andere Personen richten, wenn 1. eine schwere Störung oder eine gegenwärtige erhebliche Gefahr abzuwehren ist; 2. Massnahmen gegen die pflichtigen Personen gemäss § 10 nicht rechtzeitig möglich oder erfolgversprechend sind; 3. die Personen ohne erhebliche eigene Gefährdung und ohne Verletzung höherwertiger Pflichten in Anspruch genommen werden können. Solche Massnahmen dürfen nur solange aufrechterhalten werden, als diese Voraussetzungen gegeben sind.“